# Santa Sabina

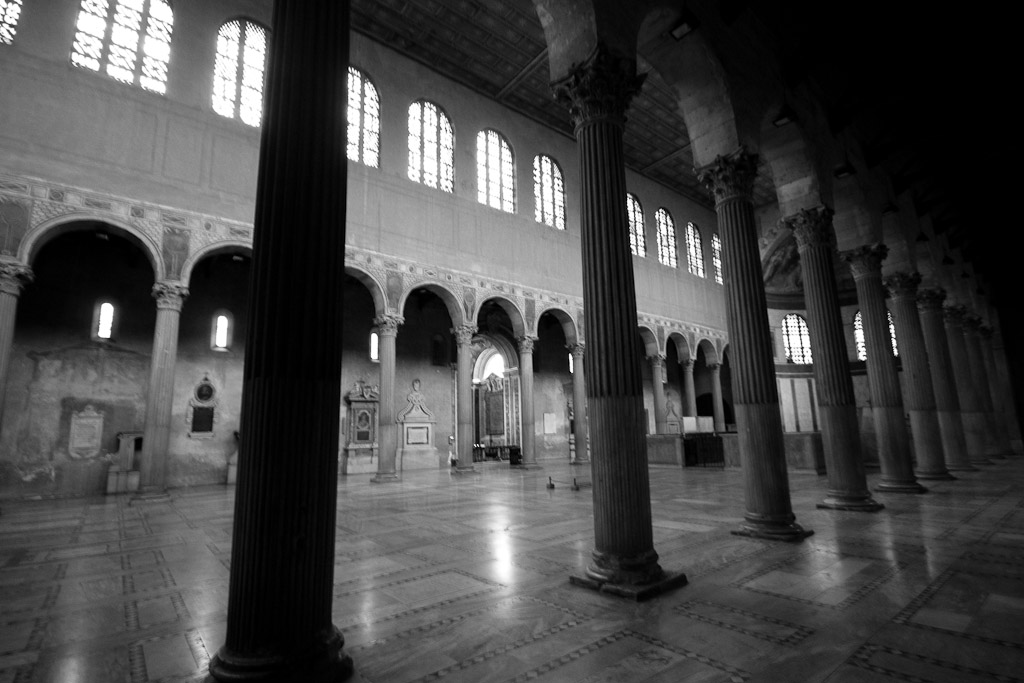
Interiér, pohled z boční lodi

Bazilika svaté Sabiny na Aventinu (italsky Basilica di Santa Sabina all'Aventino), římský kostel zasvěcený svaté Sabině, mučednici ze 2. století, je titulární bazilika, která stojí vysoko na Aventinském pahorku v Římě směrem k řece, poblíž sídla Maltézských rytířů.

## Historie
Kostel byl postaven v 5. století, pravděpodobně na místě původního titulu Sabinae, kostela v domě Sabiny, umučené kolem roku 114. Tituli byly první římské farní kostely. Za přesné datum založení kostela je považován rok 422/423 a je známo, že jej založil ilyrský kněz jménem Petr.
Kostel byl opravován a obnovován v 8. a 9. století. Roku 1218 papež Honorius III. svěřil kostel řádu dominikánů, jehož založení schválil. Ti kostel dodnes spravují, i když od roku 1370 je jejich hlavním římským kostelem Santa Maria sopra Minerva. Papež Honorius pocházel z rodiny Savelli, jejíž palác stál vedle kostela. V době krátce před svou smrtí roku 1221 žil v klášteře vedle kostela svatý Dominik, mezi obyvatele kláštera patřil i svatý Tomáš Akvinský.
Dalšími úpravami kostel prošel v renesančním a barokním období. Většina těchto doplňků byla ve 20. století odstraněna při snaze obnovit původní podobu baziliky v letech 1914–1919 a 1936–1938 pod vedením A. Muza a P. Berthiera.

## Exteriér

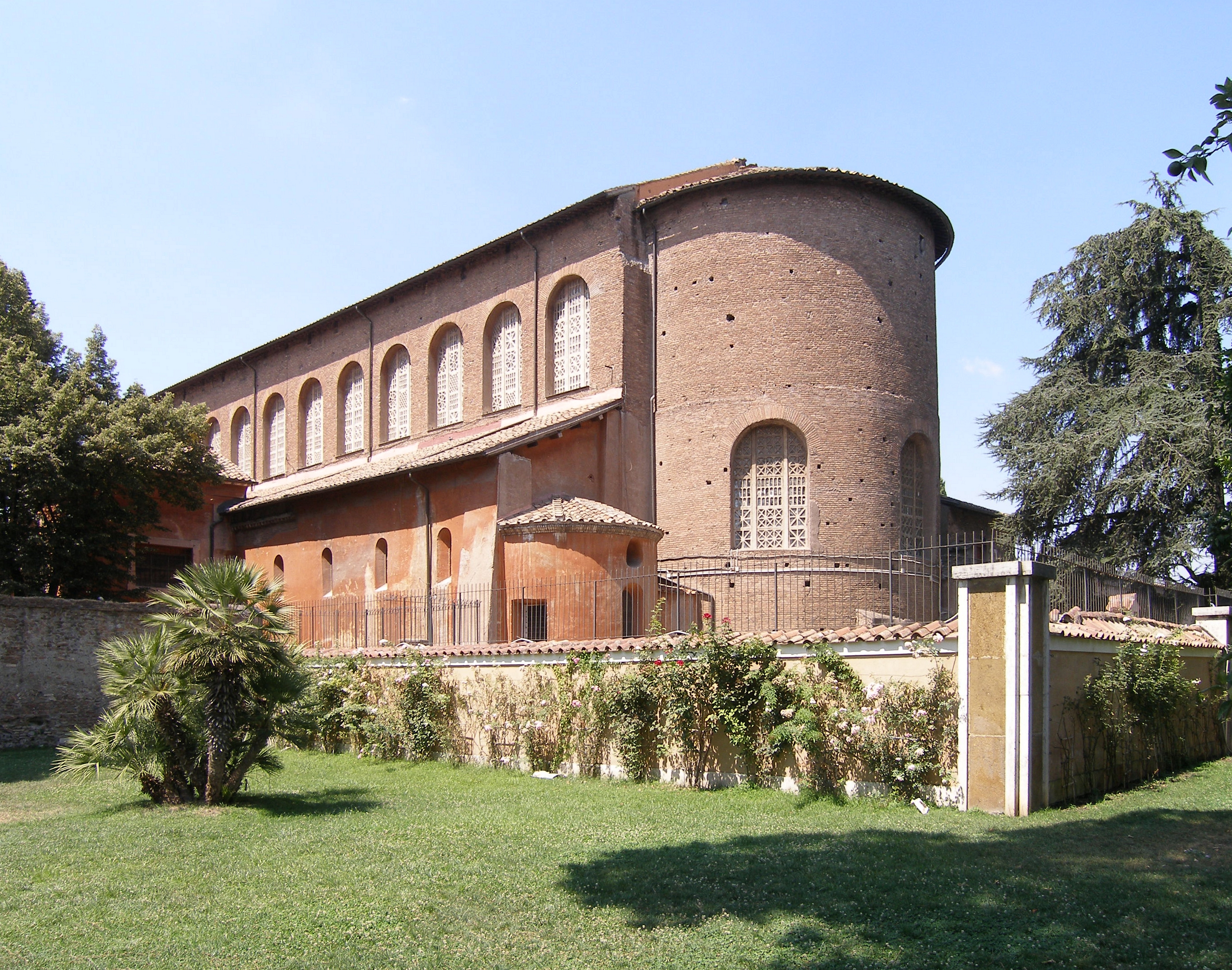
Vnější pohled na baziliku

Bazilika svaté Sabiny si na rozdíl od mnoha jiných římských bazilik uchovala do značné míry svůj původní vzhled, zčásti byl původní vzhled obnoven při puristické rekonstrukci kostela. Bazilika byla vystavěna spíše v ilyrijském než římském stylu, což také vysvětluje nezvykle velká okna, vyplněná nikoli sklem, nýbrž selenitem.
Původní vstupní dveře do baziliky lze nalézt pod arkádami před klášterem. Pocházejí z let 420–450 a jsou vyrobeny z cypřišového dřeva. Z původních 28 panelů asi deset chybí. Všechny, až na jeden, zobrazují biblické výjevy, ač s jistými odchylkami od kanonické podoby. Nejslavnější z nich představuje jedno z nejranějších vyobrazení Kristova ukřižování; i další panely ovšem byly pro svou neobvyklost předmětem rozsáhlé analýzy. Nade dveřmi je uvnitř zachována původní dedikace v latinském hexametru (viz níže).

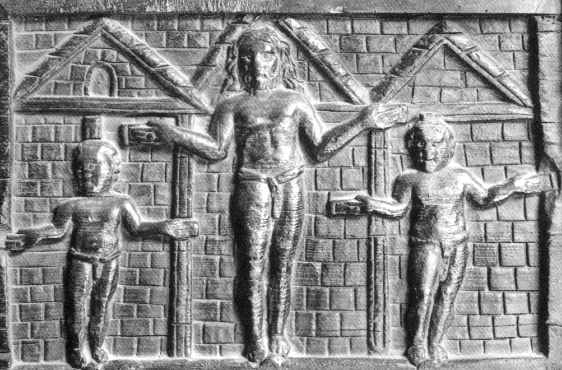
Ukřižování na dřevěných dveřích basiliky sv. Sabiny, jedno z nejstarších dochovaných vyobrazení Kristova ukřižování.

Kampanila (zvonice) pochází z desátého století.
Mezi obyvatele kláštera přiléhajícího ke kostelu patřil i svatý Dominik, svatý Pius V., blahoslavený Česlav Odřivous, svatý Hyacint a svatý Tomáš Akvinský.
Pod mříží v podlaze je místnost vykopaného římského domu. Mohlo by se jednat o původní křesťanský „kostel v domě“, který na tomto místě stál, „titulus Sabinae“.

## Interiér
Interiér kostela se od jiných raných kostelů, jak je dnes známe, liší v tom, že velká okna propouští dovnitř mnoho světla. Pro kostel z tohoto období je neobvyklé i to, že nemá v apsidě mozaiku. Apsida původně vyzdobena byla, podobně jako triumfální oblouk, ale mozaiky se nedochovaly; nahradily je fresky namalované v roce 1560 Tadeem Zuccarim, pravděpodobně se stejnými motivy jako ztracené mozaiky.
Pod hlavním oltářem je svatyně svaté Sabiny a dalších mučedníků.
Nad cypřišovými dveřmi se nachází mozaika vyobrazující „ecclesia ex circumcisione“ (církev z obřízky, tedy židokřesťany) a „ecclesia ex gentibus“ (církev z pohanů, tj. nežidů). Mezi oběma postavami je nápis o zbudování kostela knězem Petrem Ilyrským:
CULMEN APOSTOLICUM CUM CAELESTINUS HABERET

 PRIMUS ET IN TOTO FULGERET EPISCOPUS ORBE HAEC 
QUAE MIRARIS FUNDAVIT PRESBYTER URBIS ILLYRICA 
DE GENTE PETRUS VIR NOMINE TANTO DIGNUS AB 
EXORTU CHRISTI NUTRITUS IN AULA PAUPERIBUS 
LOCUPLES SIBI PAUPER QUI BONA VITAE PRAESENTIS 

 FUGIENS MERUIT SPERARE FUTURAM

Sloupy v kostele jsou antické a mohou pocházet z některé z mnoha budov na Aventinu, zničených Góty roku 410. Proporce kostela jsou založeny na helénistických principech popsaných Vitruviem. Například výška sloupů je rovná devíti a půl násobku jejich průměru, rozestupy mezi sloupy odpovídají pětinásobku jejich průměru, právě tak jak popisuje Vitruvius.
Prostý dřevěný strop byl do současné podoby upraven roku 1936.
„Schola cantorum“ pochází z 9. století; reliéfy na ní jsou inspirovány perským stylem. Mozaika na náhrobku uprostřed lodi zobrazuje generálního představeného řádu dominikánů, může to být Monoz de Zamora zesnulý roku 1300. Tomuto časovému určení odpovídá i styl mozaiky.

## Titulární kardinálský kostel
Bazilika je titulárním kostelem kardinálů již od svého vzniku. Jejím titulářem byl od r. 1996 do roku 2022 Jozef Tomko, významný kardinál slovenského původu.